# Ninia sebae
Ninia sebae е вид змия от семейство Смокообразни (Colubridae). Видът не е застрашен от изчезване.

## Разпространение и местообитание
Разпространен е в Белиз, Гватемала, Коста Рика, Мексико, Никарагуа и Хондурас.
Обитава градски и гористи местности, планини, възвишения, склонове, градини и савани в райони с тропически и субтропичен климат.

## Описание
Популацията на вида е стабилна.